# William de Wiveleslie Abney
Pour les articles homonymes, voir Abney.
William de Wiveleslie Abney, souvent désigné comme le Capitaine Abney, est un ingénieur militaire britannique spécialisé en chimie et physique de la photographie, né en 1843 à Derby et mort à Folkestone en 1920. Il postula la loi de proportionnalité en photométrie, dite loi d'Abney, et découvrit l'effet Abney, qui concerne la perception des couleurs.

## Biographie

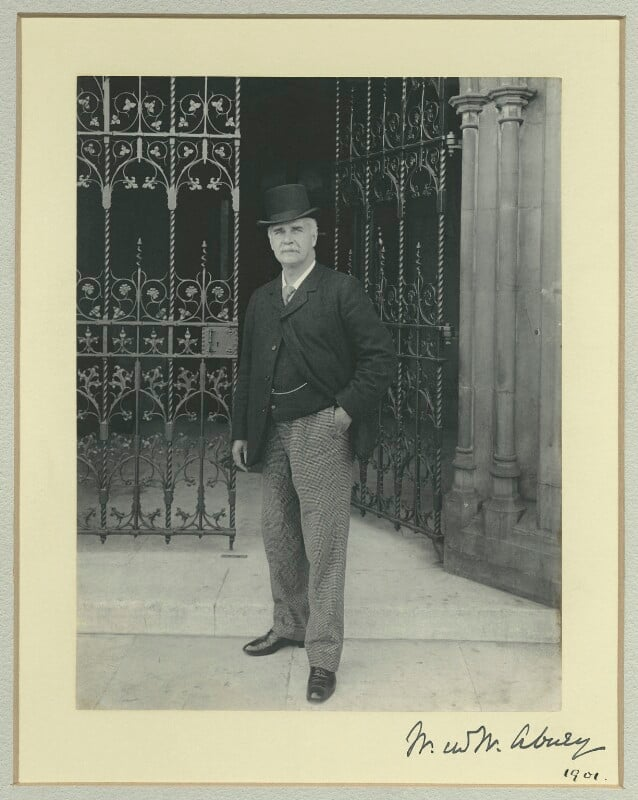
William de Wiveleslie Abney en 1901. Tirage platine-palladium par John Benjamin Stone, National Portrait Gallery, Londres.

William de Wiveleslie Abney, né le 24 juillet 1843 à Derby, était le fils du révérend Edward Henry Abney (1811-1892), vicaire de l'église Saint-Alcmond de Derby, prébendier de la cathédrale de Lichfield et l'un des pionniers de la photographie topographique, et de son épouse Catherine née Strutt (1811-1886). L’une de ses arrière-grand-mères était Hepzibah Abney (1758-1841), peintre aquarelliste. Il était issu d’une famille de petite mais très ancienne noblesse anglo-normande, en effet il descendait à la 24ème génération, en lignée patrilinéaire, de Raoul le Large d’Aubigné (ca. 1030-ca. 1095), seigneur de Saint-Aubin-d’Aubigné en Bretagne, probable allié du duc Guillaume de Normandie lors de la Conquête de l’Angleterre, et grand-père de Guillaume d’Aubigné dit Brito,,,.
William de Wiveleslie Abney fut élève de l'Académie royale militaire de Woolwich et s'engagea à dix-huit ans dans le génie militaire en 1861 ; nommé lieutenant, il servit en Inde. Intéressé par la photographie, il entreprit des recherches sur le sujet dès 1862, avec l'approbation de ses supérieurs, auxquels les applications militaires n'échappaient pas. Il se fit aussi connaître par l'amélioration de l'inclinomètre de Ward pour la topographie, et des travaux sur les explosifs. Rappelé en Angleterre pour raisons de santé en 1867, il fut affecté en 1871 à l'École royale du génie militaire à Chatham (Kent) où il enseigna comme professeur-assistant la chimie et la photographie. Promu capitaine en 1873, il fut l'année suivante envoyé en Égypte photographier le transit de Vénus. Il se mit en congé de l'armée en 1877 et servit comme inspecteur des écoles au Département ministériel des Sciences et Arts. Il quitta définitivement l'armée en 1881, mais resta connu comme « le Capitaine Abney ». Il consacra sa carrière civile à la promotion de l'enseignement scientifique expérimental à l'école, tout en poursuivant ses propres recherches. Nommé Directeur et anobli en 1900, il prit sa retraite en 1903, à la suite des réformes de l'enseignement du gouvernement Balfour.
Il mourut le 3 décembre 1920 à Folkestone, et fut inhumé le 6 décembre dans le cimetière St. Martin à Cheriton, dans le Kent. Abney doit sa première notoriété à son expertise technique de la photographie, à une époque où celle-ci était très peu industrialisée et reposait sur les qualités de préparateur des praticiens. Il mit lui-même au point plusieurs améliorations et procédés. Dès 1880, il proposa l'hydroquinone comme révélateur photographique, et plus tard des colorants sensibilisateurs permettant d'obtenir des surfaces sensibles à des rayonnements moins énergétiques que le bleu et l'ultraviolet. Il parvint à sensibiliser une émulsion photographique à l'infrarouge. Il publia un Cours de photographie qui connut plusieurs éditions en plusieurs langues.
Ses recherches l'amenèrent à étudier le spectre, d'abord du point de vue de la sensibilité des sels d'argent selon la longueur d'onde des rayons lumineux. Il poursuivit ces recherches par celle de la sensibilité visuelle et la photométrie des couleurs. S'interrogeant sur la variabilité de la vision des couleurs, il étudia aussi le daltonisme.
Il publia de nombreux articles dans les Philosophical transactions et les Actes (Proceedings) de la Royal Society et dans le Philosophical Magazine, ainsi que dans Photographic News et d'autres périodiques spécialisés. Il obtint en 1883 la médaille Rumford pour ses travaux sur la photographie et l'analyse spectrale et en 1880 et en 1886 le prix Bakerian Lecture (en). Il fut vice-président en 1905 et président en 1906 et 1907 de l'Union internationale de Photographie.

## Loi d'Abney
La loi d'Abney est un postulat de la photométrie énoncé en 1886 dans un article primé co-signé par Edward Robert Festing (en) (Phil. Trans. 1886, p. 433), qui stipule la linéarité des relations entre grandeurs radiométriques et photométriques.
Pour les couleurs, la linéarité postulée par Abney s'applique à chaque composante trichrome dans les lois de Grassmann.
Sans cette loi, la photométrie et la colorimétrie seraient beaucoup plus complexes. On peut considérer que la loi d'Abney était une condition de constitution de ces disciplines.

## Effet Abney
La colorimétrie, en conséquence de la loi d'Abney, peut considérer que toute lumière (sauf les pourpres) est métamère d'une lumière qui est obtenue comme superposition d'une lumière monochromatique et d'une lumière blanche. Le rapport entre la luminance monochromatique et la luminance totale est l'indice de pureté colorimétrique.
Cependant, Abney découvrit que les observateurs, quand on leur demande d'évaluer la teinte d'échantillons lumineux de même luminosité ou valeur, estiment que la teinte varie lorsqu'on ajoute du blanc à la lumière monochromatique. Sur le diagramme de chromaticité, les lignes de teinte constante ne sont pas droites, sauf celles qui joignent l'illuminant à un jaune et à un pourpre (pour l'illuminant C, jaune à 572,2 nm, pourpre complémentaire du vert à 559 nm).

       

Ces teintes ont la même longueur d'onde dominante, 640 nm, et la même luminance relative, 15 % ; leurs puretés colorimétriques vont de 62 % à 38 % par pas de 4%. Le phénomène de Helmholtz-Kohlrausch affecte la luminosité : bien que la luminance soit égale, les teintes les plus pures sont plus lumineuses. À cause de l'effet Abney, la teinte des couleurs plus mêlées de gris tire sur le violet.

## Effet Abney en photographie
Abney ayant étudié la variation de la sensibilité de la pellicule photographique pour les faibles éclairements, l'effet d'écart à la loi de réciprocité éclairement - temps de pose, habituellement appelé effet Schwarzschild a pu être à l'occasion être désigné comme effet Abney.

## Publications
monographies
- Instruction in photography, Emulsion photography, Thebes and its five greater temples[15].
- William de Wiveleslie Abney (trad. Léonce Romelaere), Cours de photographie, Gand, Anoot-Braeckmann, 1877, 3e éd. (lire en ligne).
- (en) William de Wiveleslie Abney, Researches in colour vision, Londres, Longmans, 1913

articles
- (en) William de Wiveleslie Abney, « On the Photographic Method of Mapping the least Refrangible End of the Solar Spectrum », Philosophical Transactions of the Royal Society,‎ 1880, p. 887-918 (lire en ligne)
- (en) William de Wiveleslie Abney et E.R. Festing, « On the Influence of the Molecular Grouping in Organic Bodies on their Absorption in the Infra-red Region of the Spectrum », Philosophical Transactions of the Royal Society, London, vol. 172,‎ 1881, p. 423-456 (lire en ligne)
- (en) William de Wiveleslie Abney et Arthur Schuster, « On the Total Solar Eclipse of May 17, 1882 », Philosophical transactions of the Royal society of London, vol. 175,‎ 1884, p. 253-272 (lire en ligne)
- (en) William de Wiveleslie Abney et E.R. Festing, « Colour photometry », Philosophical Transactions of the Royal Society, London, vol. 177,‎ 1886, p. 423-456 (lire en ligne)
- (en) William de Wiveleslie Abney, « Transmission of Sunlight through the Earth's Atmosphere », Philosophical transactions of the Royal society of London. Series A, Mathematical and physical sciences, vol. 184,‎ 1894 (lire en ligne)
- (en) William de Wiveleslie Abney et T. E. Thorpe, « On the Determination of the Photometric Intensity of the Coronal Light during the Solar Eclipse of April 16, 1893 », Philosophical transactions of the Royal society of London. Series A, Mathematical and physical sciences, vol. 187,‎ 1896 (lire en ligne)
- (en) William de Wiveleslie Abney, « The Colour Sensations in Terms of Luminosity », Philosophical transactions of the Royal society of London. Series A, Mathematical and physical sciences, vol. 193,‎ 1900, p. 259-288 (lire en ligne)
- (en) William de Wiveleslie Abney, « Modified Apparatus for the Measurement of Colour and its Application to the Determination of the Colour Sensations », Philosophical transactions of the Royal society of London. Series A, Mathematical and physical sciences, vol. 205,‎ 1906, p. 333-356 (lire en ligne)
- (en) William de Wiveleslie Abney, « The Threshold of Vision for Different Coloured Lights », Philosophical transactions of the Royal society of London. Series A, Mathematical and physical sciences, vol. 216,‎ 1916, p. 91-129 (lire en ligne)